# Округ Фери (Вашингтон)
Фери (енгл. Ferry County) је округ у америчкој савезној држави Вашингтон.

## Демографија
По попису из 2010. године број становника је 7.551, што је 291 (4,0%) становника више него 2000. године.
| Група             | 2000.         | 2010.         |
| Белци             | 5.439 (74,9%) | 5.662 (75,0%) |
| Афроамериканци    | 15 (0,2%)     | 26 (0,3%)     |
| Азијати           | 21 (0,3%)     | 52 (0,7%)     |
| Хиспаноамериканци | 205 (2,8%)    | 254 (3,4%)    |
| Укупно            | 7.260         | 7.551         |